# (5678) DuBridge
(5678) DuBridge ist ein Asteroid, welcher am 1. Oktober 1989 von Eleanor Francis Helin vom Palomar-Observatorium aus entdeckt wurde. Der Asteroid hat einen Durchmesser von 30,6 km und eine Umlaufdauer von 4,51 Jahren. Alternative Bezeichnungen sind 1989 TS und 1971 VJ.
Der Asteroid ist nach Lee Alvin DuBridge (1901–1994) benannt, einem Physiker, Wissenschaftsberater und zeitweiligem Präsidenten des California Institute of Technology.